# Лъв XIII
Лъв XIII (на латински: Leo PP. XIII), с рождено име Винченцо Печи (на италиански: Vincenzo Gioacchino Raffaele Luigi Pecci), е римски папа от 1878 г. до 1903 г.

## Биография
Роден е на 2 март 1810 г. в Анагни (Италия) в многодетно семейство. Един от неговите братя е кардинал Джузепе Печи.
Винченцо Печи следва в Езуитския колеж във Витербо от 1818 до 1824 г., продължава обучението си в Колежа на Рим до 1832 г., като едновременно завършва Дипломатическата академия на свещениците. През 1836 г. става доктор по теология на Архигимназията на Рим и доктор по цивилно и канонично право на Римския университет „Ла Сапиенца“. През 1838 г. става епископ. Няколко години ръководи различни курии и работи в държавния секретариат на Ватикана, който се занимава с външната политика. От 1840 до 1846 г. е папски нунций в Белгия и се проявява като добър дипломат. През 1846 г. Печи е назначен за архиепископ на Перуджа, Северна Италия. Защитава активното участие на католиците в политическия живот. На 19 декември 1853 г. Печи е назначен за кардинал, а през 1877 г. тогавашния папа го назначава за камерлинг на кардиналската колегия.
На 20 февруари 1878 г. Винченцо Печи е избран за 256-ия папа на католическата църква и приема името Лъв XIII. За времето на своя 25-годишен понтификат Лъв XIII издава рекорден брой енциклики – над 60, в историята на Папството. Той учредява съществуващата и днес ватиканска банка Банко ди Рома през 1880 г.
Папа Лъв XIII е автор на първата социална енциклика „Rerum novarum“ („За новите неща“) (1891 г.). В сферата на външните отношения на Ватикана той полага усилия за укрепването на връзките с правителствата на Великите сили.
По негово време се поставя началото на неотомизма – официална философска доктрина на съвременната католическа църква, изхождаща от учението на Тома Аквински. Според тази доктрина в основата на природата лежи божият разум, създал света от нищо, а материята е само пасивна възможност. От Италия неотомизмът се пренася и в други европейски католически страни, по-късно и в САЩ.
Папа Лъв XIII отваря за изучаване Ватиканските тайни архиви и окуражава перманентните изследвания върху Библията. Папата започва да спонсорира Католическия университет във Вашингтон, САЩ. Това е първият папа, чийто глас е записан на магнитен носител. По време на дългия си понтификат Папа Лъв XIII издига в кардиналски сан 147 епископи и канонизира 33 мъченици на вярата.
Лъв XIII умира на 20 юли 1903 г. във Ватикана.